# Vigna stenophylla
Vigna stenophylla är en ärtväxtart som beskrevs av Hermann August Theodor Harms. Vigna stenophylla ingår i släktet vignabönor, och familjen ärtväxter. Inga underarter finns listade i Catalogue of Life.